# Maripanus
Maripanus is een kevergeslacht uit de familie van de boktorren (Cerambycidae). De wetenschappelijke naam van het geslacht werd voor het eerst geldig gepubliceerd in 1898 door Germain.

## Soorten
Maripanus is monotypisch en omvat slechts de volgende soort:
- Maripanus quadrimaculatus (Germain, 1892)